# Centrobasket 1973
El Centrobasket 1973, también conocido como el V Campeonato de baloncesto de Centroamérica y el Caribe, fue la 5.ª edición del campeonato regional de Centroamérica y el Caribe de la FIBA Américas. El torneo tuvo lugar en el Coliseo Roberto Clemente en San Juan, Puerto Rico del 16 al 23 de septiembre de 1973.
Puerto Rico consiguió su primer título al finalizar invicto con 7-0 en el todos contra todos. México y Cuba consiguieron la medalla de plata y la medalla de bronce, respectivamente.

## Equipos participantes
- Cuba
- Guyana
- Islas Vírgenes Estadounidenses
- México
- Panamá
- Puerto Rico (anfitrión)
- República Dominicana
- Venezuela

## Resultados

### Posiciones
| Pos. | Equipo                         | PJ | G | P | Pts |
| ---- | ------------------------------ | -- | - | - | --- |
| 1    | Puerto Rico                    | 7  | 7 | 0 | 14  |
| 2    | México                         | 7  | 6 | 1 | 13  |
| 3    | Cuba                           | 7  | 5 | 2 | 12  |
| 4    | Panamá                         | 7  | 4 | 3 | 11  |
| 5    | República Dominicana           | 7  | 3 | 4 | 10  |
| 6    | Islas Vírgenes Estadounidenses | 7  | 2 | 5 | 9   |
| 7    | Venezuela                      | 7  | 1 | 6 | 8   |
| 8    | Guyana                         | 7  | 0 | 7 | 7   |

### Campeón
| Campeón Puerto Rico |
| Primer título       |